# Shichirō Fukazawa
Shichirō Fukazawa (深沢七郎; Isawa, 29 gennaio 1914 – 18 agosto 1987) è stato uno scrittore giapponese.

## Biografia
Nasce nella prefettura di Yamanashi ma dopo il diploma si trasferisce a Tōkyō. Si mantiene intraprendendo vari lavori. Si dedica in particolare alla musica, suonando la chitarra, che rimarrà una costante in tutta la sua vita influenzando anche la produzione letteraria. A causa delle cagionevoli condizioni di salute riesce ad evitare l'arruolamento durante la guerra.
Scrisse la sua prima opera nel 1956, quando aveva 42 anni, vincendo un premio per i nuovi talenti promosso dalla rivista "Chũō kōron" con il racconto Narayama bushikō (楢山節考) (le canzoni di Narayama). L'anno dopo il racconto Tōhoku no zummutachi (Gli Zummu del Tohoku).
Nel 1960 scrisse  (風流夢譚) il cui  tema era il sistema di governo imperiale.

## Opere
- Le ballate di Narayama (Narayama bushikō, 楢山節考, 1956), trad. [dal giapponese] di Giorgio Amitrano, Collana Piccola Biblioteca n.805, Milano, Adelphi, 2024, ISBN 978-88-459-3897-9.
  - Le canzoni di Narayama, trad. [dalla versione francese del 1959, per Gallimard] di Bianca Garufi, Collana I coralli n.133, Torino, Einaudi, 1961; Collana Nuovi Coralli n.254, Einaudi, 1980.
- Tōhoku no Zunmu-tachi, 東北の神武たち, 1957.
- 笛吹川, 1958.
- 言わなければよかったのに日記, 1958.
- 東京のプリンスたち, 1959.
- 千秋楽, 1964.
- 甲州子守唄, 1964.
- 人間滅亡の唄, 1966.
- 庶民烈伝, 1970.
- 盆栽老人とその周辺, 1973.
- 無妙記, 1975.
- 妖木犬山椒, 1975.
- Michinoku no ningyōtachi (みちのくの人形たち), 1979.
- Chotto ippuku meido no michikusa (ちょっと 一服 冥土 の 道草), Tōkyō, Bungei Shunjū, 1983.
- 極楽まくらおとし図, 1984.

## Film
- La leggenda di Narayama (1958) di Keisuke Kinoshita
- La ballata di Narayama (Narayama bushiko) (1983), regia e sceneggiatura di Shōhei Imamura. Con Ken Ogata, Sumiko Sakamoto, Ronpei Hidari, Takeo Aki, Seiji Kurasaki, Junko Tokada. Palma d'Oro al Festival di Cannes 1983.